# Bjarnarhafnarfjall
Bjarnarhafnarfjall är ett berg i republiken Island. Det ligger i regionen Västlandet, 110 km nordväst om huvudstaden Reykjavík. Toppen på Bjarnarhafnarfjall är 575 meter över havet.
Trakten runt Bjarnarhafnarfjall är nära nog obefolkad, med mindre än två invånare per kvadratkilometer. Närmaste större samhälle är Stykkishólmur, omkring 16 kilometer nordost om Bjarnarhafnarfjall. Trakten runt Bjarnarhafnarfjall består i huvudsak av gräsmarker.